# Oraesia metallescens
Oraesia metallescens är en fjärilsart som beskrevs av Achille Guenée 1852. Oraesia metallescens ingår i släktet Oraesia och familjen nattflyn. Inga underarter finns listade i Catalogue of Life.